# Аніка Апосталон
Аніка Апосталон (англ. Anika Apostalon; нар. 9 лютого 1995) — американська та чеська плавчиня. Учасниця Олімпійських Ігор 2020 року, де в естафеті 4x100 метрів вільним стилем збірна Чехії посіла 12-те місце і не потрапила до фіналу.